# Selaginella bombycina
Selaginella bombycina är en mosslummerväxtart som beskrevs av Antoine Frédéric Spring. Selaginella bombycina ingår i släktet mosslumrar, och familjen mosslummerväxter. Inga underarter finns listade i Catalogue of Life.